# Il pastor fido (Salieri)
Il pastor fido è un'opera in quattro atti di Antonio Salieri, su libretto di Lorenzo Da Ponte. La prima rappresentazione ebbe luogo al Burgtheater di Vienna l'11 febbraio 1789, con Luigia Laschi nel ruolo di Amarilli e la Ferrarese nel ruolo di Dorinda .

## Trama
La vicenda si svolge in Arcadia.